# آینبو: روح آمازون
آینبو: روح آمازون (انگلیسی: Ainbo: Spirit of the Amazon) یک فیلم پویانمایی ماجراجویی محصول سال ۲۰۲۱ به کارگردانی خوزه زلادا و ریچارد کلاوس و محصول استودیو تونچه فیلمز و کول بینز است.

## بازیگران
- لولا رای در نقش آینبو
- برناردو دی پائولا در نقش هوارینکا
- نائومی سرانو در نقش زومی
- الخاندرا گولاس در نقش چونی
- جو هرناندز در نقش واکا
- دینو آندراده در نقش دیلو
- سوزانا بالستروس در نقش متلو ماما
- رنه موخیکا در نقش آتوک
- ینی آلوارز در نقش لیزنی
- ریکو سولا در نقش پلژو
- جراردو پرات در نقش کونیبو
- تام هافمن در نقش کرنل دیویت

## بازخورد

### پاسخ انتقادی
در وبسایت بازبینی‌خوانی راتن تومیتوز، ٪۵۶ از ۹ بررسی منتقدین منفی است و این فیلم میانگینِ امتیاز ۵.۳۰/۱۰ را در اختیار دارد.